# كينسال غرين (محطة مترو أنفاق لندن)
كينسال غرين (بالإنجليزية: Kensal Green)‏ هي إحدى محطات مترو أنفاق لندن. تقع على خط بيكرلو افتتحت في المنطقة (Zone) رقم 2 افتتحت في 01 أكتوبر 1916. 